# Dillon Phillips
Dillon Phillips, född 11 juni 1995, är en engelsk fotbollsmålvakt som spelar för Rotherham United.

## Karriär
Den 16 oktober 2020 värvades Phillips av Cardiff City. Den 27 juli 2022 lånades Phillips ut till belgiska Oostende på ett säsongslån.
Den 4 juli 2023 värvades Phillips av Rotherham United, där han skrev på ett tvåårskontrakt.